# Le Temps du twist
Le Temps du twist est un roman de science-fiction de Joël Houssin édité en 1990 chez Denoël dans la collection Présence du futur. Il a obtenu le grand prix de l'imaginaire en 1992. Il a été réédité dans le coffret Les Cybernautes en 1996.

## Résumé
Dans un futur déprimant livré aux zombies, avec l'alcoolisme comme seul espoir de survie, Antonin Hofa fête minablement ses seize ans. Au menu : dépucelage et suicide, dans cet ordre si possible.
Mais les chemins de la défonce et une Buick Electra trafiquée vont l'emmener bien au-delà, vers une uchronie nostalgique livrée au délire d'un androïde intégriste, où Led Zeppelin reste encore à inventer.
Peut-être Antonin y trouvera-t-il l'amitié, l'amour et — allez savoir — le passage vers l'âge adulte.

## Commentaires
Ce roman est la rencontre déjantée du sex, drugs and rock & roll avec le cyberpunk.
On peut aussi y voir une parabole sur la fin de l'adolescence : celle de l'anti-héros Antonin Hofa, mais aussi – et en parallèle – l'adolescence de toute la génération rock des années 1970.
Le sujet, déjà dense, est enrichi de références et de pistes qui peuvent obscurcir la lecture.
Le style efficace et l'humour omniprésent permettent néanmoins d'avancer au travers du roman, dont la clé ultime est la passion du groupe Led Zeppelin.
L'ouvrage revisite divers thèmes de la science-fiction et du fantastique :
- Le voyage dans le temps à l'aide d'une voiture : ici une Buick Electra 225 plutôt qu'une DeLorean dans le film Retour vers le futur.
- Les zombies : créés par un virus dont le seul vaccin connu est l'alcool en quantité suffisante et en permanence. L'ouvrage suggère à plusieurs reprises un avenir sombre où les zombies cultiveraient de la viande humaine sur pied.
- Le loup-garou : avec un passage à Londres comme il se doit. Le thème du loup garou est revisité dans sa version cyberpunk, lors d'un passage dans la matrice.
- L'anthropomorphisme des machines : l'ordinateur paresseux Super Brain (voir la liste d'ordinateurs de fiction), l'androïde intégriste OFF (One For Four).
- La Black Ice n'est pas ici une protection informatique mortelle comme dans le roman neuromancien, mais une drogue hallucinogène extrêmement puissante. Antonin en consomme au début du livre si bien qu'on ne peut pas exclure que toute la suite soit en fait un immense trip.

## Citations
Le livre compte quelques phrases longues et complexes, à la limite du cadavre exquis, assez caractéristiques du cyberpunk :
- « L'origami géant poussa un cri horrible et se recroquevilla comme une sculpture de polystyrène oubliée sur une vitrocéramique halogène »
- « Hommes d'affaires made in Japan qui plongeaient religieusement leur visage dans la colline de coke avant de repartir d'un pas décidé vers un luna-park géant dont le nom s'affichait en lettres de néon sur près de cent mètres de long Make Money Is Fun! »

## Adaptation
Le roman a fait l'objet d'une adaptation en jeu de rôle sur table, Orlando, le temps du twist, par Migou, co-édité par Gallimard et Denoël dans la collection Mondes et héros en 1998 au format poche.